# Alexis Renard
Alexis Renard (ur. 1 czerwca 1999 w Saint-Brieuc) – francuski kolarz szosowy.

## Osiągnięcia
Opracowano na podstawie:

2016
- 1. miejsce na 3. etapie Ronde des Vallées

2017
- 1. miejsce w Grand Prix Bob Jungels
- 1. miejsce na 1. etapie Tour du Valromey
- 3. miejsce w mistrzostwach Francji juniorów (jazda indywidualna na czas)
- 1. miejsce na 2. etapie Ronde des Vallées
- 2. miejsce w Grand Prix Rüebliland
  - 1. miejsce na 1. etapie

2021
- 3. miejsce w Tour de Wallonie
- 2. miejsce w Münsterland Giro

## Rankingi
| Rok             | 2020  | 2021 | 2022 | 2023 | 2024 |
| --------------- | ----- | ---- | ---- | ---- | ---- |
| World Ranking   | 1663. | 196. | 800. | 291. | 333. |
| UCI Europe Tour | 1236. | 166. | 603. | -    | -    |
|                 |       |      |      |      |      |
| Źródło: UCI     |       |      |      |      |      |